# Hà Tiên thập vịnh
Hà Tiên thập vịnh là tên một tập thơ chữ Hán đầu tiên của Tao đàn Chiêu Anh Các được Mạc Thiên Tứ cho khắc in năm Đinh Tỵ (1737) ở Hà Tiên. Việt Nam. Đây là tác phẩm được Phan Huy Chú đánh giá là "êm ái, xinh đẹp, đáng học".

## Nguyên nhân
Căn cứ bài Đề tự in đầu tập thơ Hà Tiên thập vịnh do Mạc Thiên Tứ viết, thì mười bài thơ xướng làm theo đề tài mà ông chọn, đã có trước năm 1736.
Trích Đề tự:
Mùa hạ năm Ất Mão (1735), đấng tiên quân qua đời, ta kế thừa giềng mối trước. Những lúc việc chính trị rỗi rảnh, (ta) cùng các văn nhân đàm sử vịnh thi. Mùa xuân năm Bính Thìn (1736), có thầy Trần Hoài Thủy từ Việt Đông (Trung Quốc) vượt biển đến đây. Ta đãi làm thượng tân. Mỗi khi hoa sớm trăng đêm, ngâm vịnh chẳng thôi. Nhân đem Hà Tiên thập cảnh trình cho tri kỷ...Sau đó, thầy Trần trở thuyền về Châu Giang (tức Quảng Châu) đưa (tập thơ) ra làng thơ, nhờ được chư công chẳng bỏ. Khi đề vịnh xong, góp thành tập, gởi cho ta. Bèn cho khắc bản....

## Nội dung
Hà Tiên thập vịnh gồm 320 bài thơ thất ngôn bát cú được viết bằng chữ Hán, trong số đó có mười bài xướng do chủ soái Tao đàn Chiêu Anh Các là Mạc Thiên Tứ, và số còn lại là của các văn nhân ở Trung Quốc và ở Thuận – Quảng, gồm 31 người cùng nhau họa vần.
Đầu tập thơ có bài Đề tự của Mạc Thiên Tứ, sau tập thơ có lời bạt của Trần Trí Khải và Dư Tích Thuần (cả hai đều là người Trung Quốc). Năm 1755, Nguyễn Cư Trinh (1716-1767) vào Nam giao thiệp với họ Mạc, đã họa thêm 10 bài nữa, nhưng vì làm sau nên không có trong tập.
Các đề tài trong thi phẩm được tác giả cố ý xếp theo thứ tự từng đôi một, như sau: 
- Kim Dữ lan đào và Bình San điệp thúy: Cảnh Kim Dữ là địa điểm hiểm yếu của địa thế; thì đối lại, cảnh Bình San lại là cảnh trí an nhàn, thanh tú.
- Tiêu Tự thần chung và Giang Thành dạ cổ: tiếng chuông chùa Tiêu nhằm đối lại tiếng trống ở đồn Giang Thành.
- Thạch Động thôn vân và Châu Nham lạc lộ: cũng là cảnh động đá, nhưng cảnh Thạch Động thì diễm ảo, còn cảnh Châu Nham thì sáng sủa, phân minh.
- Đông Hồ ấn nguyệt và Nam Phố trừng ba: Ở bài Đông Hồ, điểm nhấn là "nguyệt"(trăng); đối lại với cảnh Nam Phố, điểm nhấn là "trừng ba" (sóng lặng).
- Lộc trĩ thôn cư và Lư Khê ngư bạc: Hai bài có những cái đối nhau: Lư (cá vược) đối với lộc (nai), khê (khe nước) đối với mũi núi (trĩ). Tác giả cũng đã khéo mượn cảnh ngư bạc để đối lại cảnh thôn cư, để minh chứng rằng vùng đất mới Hà Tiên, nghề nào cũng phong phú.

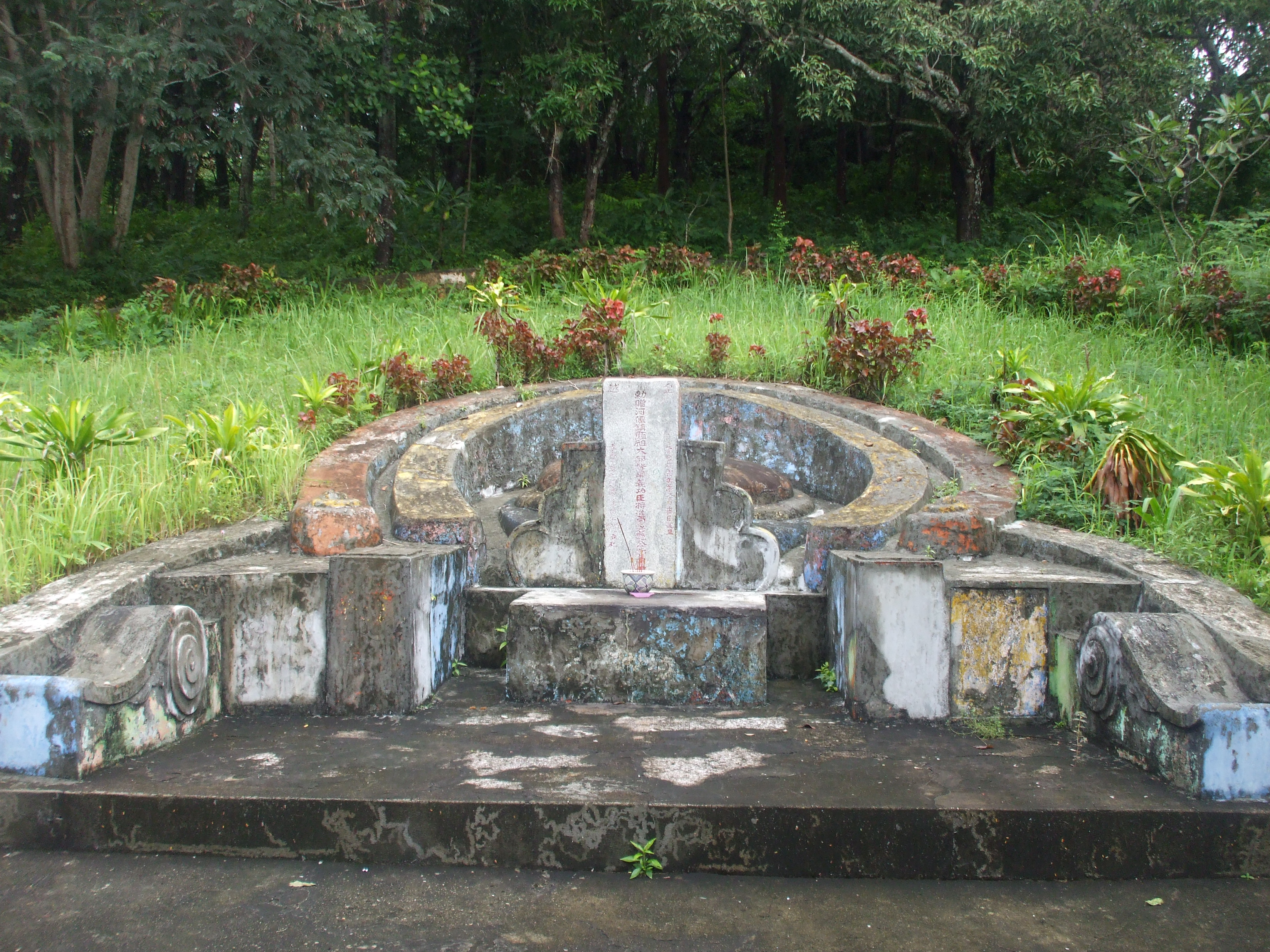
Mộ Mạc Thiên Tứ (tác giả mười bài thơ xướng trong tập Hà Tiên thập vịnh) tại Hà Tiên.

Sau, cũng những đề tài này, Mạc Thiên Tứ còn dùng chữ Nôm để sáng tác và đã tập hợp lại trong tập Hà Tiên thập cảnh khúc vịnh. Ở cuối tập thơ, tác giả còn làm thêm bài Hà Tiên thập cảnh tổng vịnh. Nhờ vậy, mà người đọc dễ nhớ tên mười thắng cảnh, và biết được mối liên hệ của chúng (trong tập thơ & ngoài địa lý) với nhau như thế nào.
Đề cập mối quan hệ này, thi sĩ Đông Hồ đã tóm gọn như sau:
"Đông Hồ và Lộc Trĩ liền nhau một dòng nước chảy. Nam Phố với Lư Khê tiếp nhau một cánh bãi dài. Đó là bốn cảnh "sông, hồ, gành, biển".
Còn Tiêu Tự là "chuông", thì Giang Thành là "trống". Châu Nham là "chim", thì Kim Dữ là "cá".
Và Bình San với Thạch Động là hai ngọn núi sừng sững muôn năm như hai ngọn thiên trụ, tiêu biểu cho đất Hà Tiên văn hiến" .

## Giá trị trong văn học
Năm Bính Thân (1776) Lê Quý Đôn soạn xong sách Phủ Biên tạp lục, trong ấy có đoạn:
...Năm Bính Thìn (1736), Mạc Thiên Tứ kế tập tước cha, chiêu mộ văn sĩ, yêu chuộng từ chương, phong lưu tài vận, nổi tiếng một cõi. Tôi (Lê Quý Đôn) từng giữ được sách khắc bản "Hà Tiên thập vịnh"...
Sau khi lần lượt giới thiệu mười bài thơ xướng cảnh Hà Tiên của Mạc Thiên Tứ, Lê Quý Đôn viết tiếp:
Mười cảnh này đều do Thiên Tứ mệnh đề khởi xướng mà những văn nhân Bắc quốc, văn nhân Thuận Quảng cùng nhau họa vần. Không thể bảo rằng ở hải ngoại xa xôi không có văn chương vậy.
Năm Đinh Dậu (1777), Lê Quý Đôn soạn sách Kiến văn kiểu lục, một lần nữa tác giả lại trân trọng giới thiệu "Hà Tiên thập vịnh"... Điều đó cho thấy Lê Quý Đôn có mỹ ý, thiện cảm và rất lưu tâm đối với văn học Hà Tiên lúc bấy giờ....
Sách Gia Định thành thông chí của Trịnh Hoài Đức cũng có đoạn chép về sách "Hà Tiên thập vịnh":
...Các vị nối nhau mà đến, mở Chiêu Anh Các gom góp thư tịch, thường ngày cùng các chư nho giảng luận, có đề vịnh Hà Tiên thập cảnh, người thù họa rất đông, văn chương rực rỡ ở chỗ góc biển bên trời. Tông Đức hầu (Mạc Thiên Tứ) có làm "Hà Tiên thập vịnh", "Minh Bột di ngư", khắc bản hành thế....
Nhận xét về Hà Tiên thập cảnh, theo Từ điển Văn học (bộ mới), thì qua tập sách này; có thể thấy ở Mạc Thiên Tứ một tâm hồn biết yêu cảnh, yêu người. Ông đã làm cho mười cảnh đẹp trên vốn còn xa lạ với tình cảm dân tộc (Việt) vào thời ông, đi vào thơ văn, và trở nên nổi tiếng cùng với mọi cảnh đẹp quen thuộc khác.
Ngoài ra, trong tập thơ còn có cảnh sinh hoạt cày cấy, đánh cá của dân cư nơi ven biển cực Nam này. Cho nên trùm lên lòng yêu cảnh trí thiên nhiên, chính là lòng yêu đời, niềm tự hào với cuộc sống no đủ, phóng khoáng, tại một vùng đất chưa bị bộ máy thống trị thời chúa Nguyễn câu thúc quá chặt.
Trong nguồn tình cảm của họ Mạc cũng có nét tâm lý ưa "nhàn", nhưng đó là cái nhàn của một con người hoạt động, muốn được nghỉ ngơi để thưởng ngoạn cảnh đẹp sau những ngày bận rộn, hơn là như một cứu cánh. Và bên cạnh những tứ thơ nhàn, thơ ông cũng toát lên một tinh thần hăng hái, muốn giữ gìn mảnh đất biên cương của nước Việt, vốn đã thực sự trở thành quê hương thân thiết của tác giả. Tuy không tránh khỏi những phần khuôn sáo, do đặc điểm của lối thơ thù phụng; nhưng nhìn chung, thơ chữ Hán của ông giàu hình ảnh, chứa đựng một tình cảm, sức sống thực, không gò gẫm giả tạo....
Trích thêm nhận xét của GS. Lê Đình Kỵ: 
Hà Tiên là miền đất khai phá cuối cùng thể hiện ý chí đấu tranh khắc phục thiên nhiên, bảo vệ giang sơn bờ cõi. Đất nước và con người ở trong thế đi lên, tràn đầy sức sống, nên thơ văn ít bị hạn chế bởi hệ tư tưởng thống trị...mà thấm đượm tình quê hương đất nước, ý chí độc lập tự cường của những người lãnh đạo đầy chí tiến thủ và nhân dân Hà Tiên cần cù khoát đạt. Và chỉ riêng với các bài thơ chữ Hán trong Hà Tiên thập vịnh, tác giả cũng xứng đáng có một vị trí nhất định trong nền thơ ca quá khứ của dân tộc Việt....